# Villa Zebra

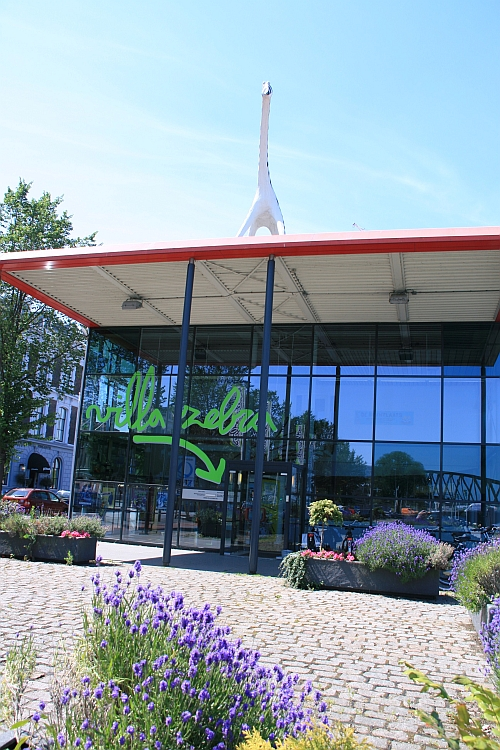
Villa Zebra

Villa Zebra ist ein niederländisches Museum und Kunstlaboratorium für Kinder in Rotterdam.
Es wurde 2001 unter dem Namen Stichting Villa Zebra Kinderkunsthal von Jet Manhro und Wim van Krimpen errichtet und war bis 2005 im Museumpark Rotterdam ansässig. 2005 zog Villa Zebra um nach Kop van Zuid, einem neu errichteten Stadtteil Rotterdams.
Neben Ausstellungen werden Workshops angeboten.
Villa Zebra wird vom niederländischen Staat und der Gemeinde Rotterdam finanziert.
2015 hatte Villa Zebra mehr als 46.000 Besucher.